# LG Optimus G
LG Optimus G es un teléfono inteligente de gama alta, parte de la familia LG Optimus G, fabricado por LG Electronics, y lanzado en noviembre de 2012 en Estados Unidos. Cuenta con capacidad multi-tarea que permite mostrar una segunda aplicación sobre la pantalla de la aplicación principal con un alto rendimiento.
Este dispositivo impulso las ventas de teléfonos móviles de LG, empresa que llegó al tercer puesto en ventas durante el primer trimestre de 2013, precedida con gran ventaja por Samsung y Apple.

## Software
El LG Optimus G trabajaba con la versión 4.1.2(Jelly Bean) del sistema operativo Android, con la interfaz LG Optimus UI 3.0., este dispositivo es actualizable por vía ota y a través del ordenador a Android 4.4.2 KitKat

## Disponibilidad

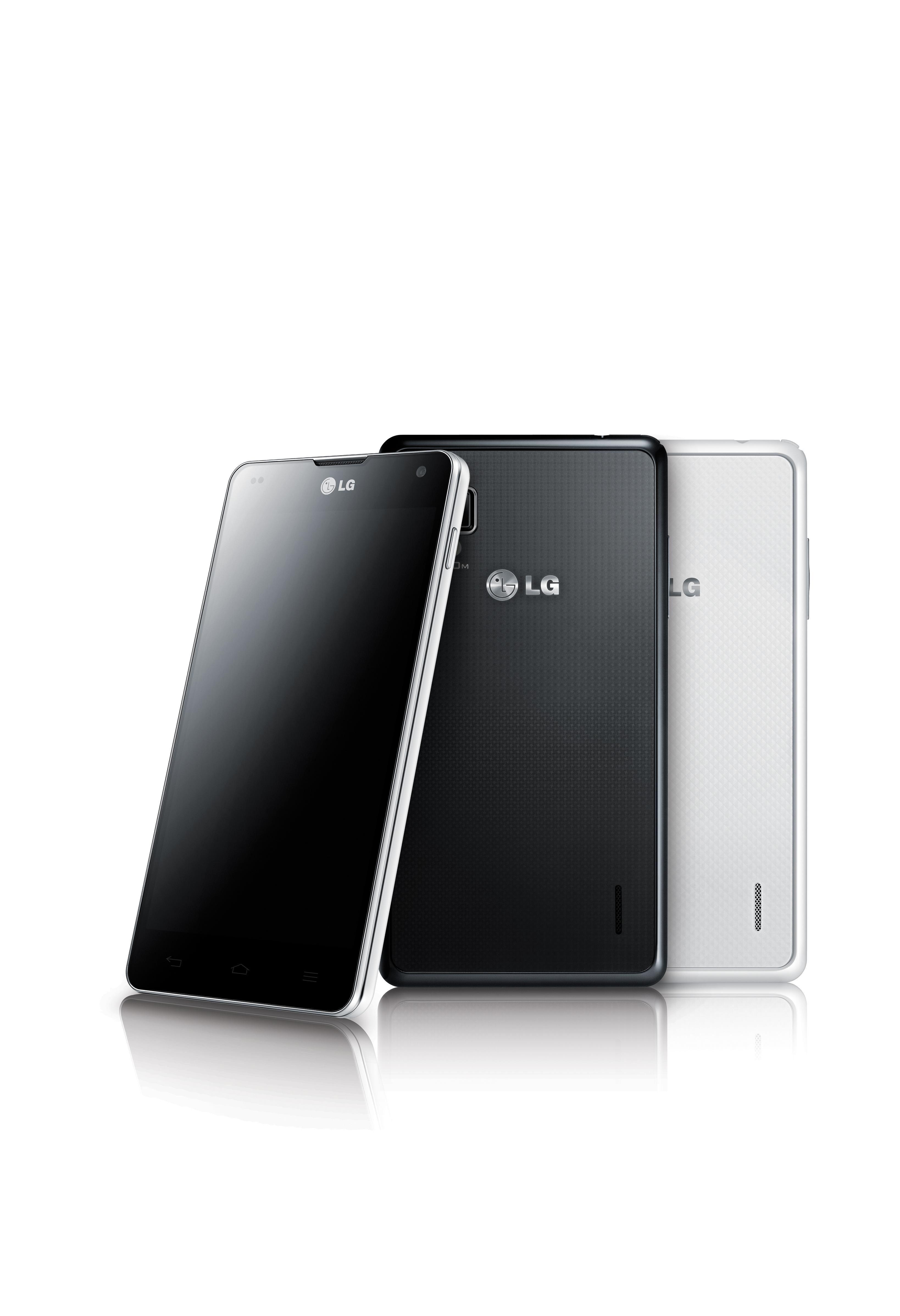
LG Optimus G controla la huella ambiental dentro de su cadena de producción

E970 AT&T - USA - Operadora AT&T - 8 mpx -16GB de Memoria Interna + slot para microsd (hasta 64gb).
LS970 (Eclipse 4G) - USA - Operadora Sprint -13 mpx - 32gb storage - CDMA (no lleva chip)
E971 (2600) -   Canadá - Operadora Rogers - 8mpx camera - 32gb storage. 
E973  -   Canadá - Operadoras Bell y Telus - 8mpx camera - 32gb storage. 
E975 (Intl) - Versión Internacional -  Europa, Asia y África -13mpx - 32gb almacenamiento 
E975K - Australia, Israel, Tailandia y algunos países de Europa, es igual al E975. 
E975R - Europa Common - Igual que el E975  - 13mpx - Memoria interna 32gb. 
E975T - Medio Oriente Igual que el E975
E975W - Taiwán Igual que el E975
E976  -   Perú, México, Ecuador, Dominica - 13 mpx camera - 32 gb de almacenamiento
E977  -   Brasil, Venezuela, Chile, Colombia, Centroamérica.  13mpx camera-32gb storage
E987  -   Argentina - 13mpx camera-32gb storage 
F180K - Korea KT - LTE (KT Band) / GSM / WCDMA. 
F180S - Korea SKT - LTE (SKT Band) / GSM / WCDMA.
F180L - Korea LGUplus - LTE (LGUplus Band) / GSM / WCDMA / CDMA 
L01E -   Japón NTT DoCoMo - 1280*720 hitachi LCD / Waterproof / Only English + Japanese / LTE (DoCoMo Band) / GSM / WCDMA
L21 -    Japón AU KDDI - Same as L01E, Additional Korean Support, CDMA Support (LTE/CDMA only AU KDDI Band)

## Certificación ambiental
LG ha logrado certificar ante Carbonfund.org, una organización no gubernamental que entrega certificaciones ambientales, el Optimus G como un producto que controla la huella ambiental dentro de su cadena de producción.